# Ернст Линдеман
Ернст Линдеман (на немски: Ernst Lindemann), 28 март 1894 – 27 май 1941 г., е германски офицер, капитан на линейния кораб „Бисмарк“.

## Ранни години
Линдеман е роден в Алтенкирхен (провинция Рейн).
През 1913 г. се присъединява към кайзеровия Императорски флот, където е артилерийски
офицер на линейните кораби „Елзас“ и „Шлезвиг-Холщайн“ по време на Първата световна война.

## Между двете световни войни
Между 1931 и 1934 г. Линдеман е преподавател в Морското артилерийско училище, а между 1936 и 1938 г. е съветник и по-късно началник на конструктивния отдел към ОКМ (Oberkommando der Kriegsmarine – Върховно главнокомандване на военноморските сили). През 1938 г. е повишен в звание Kapitan zur See (отговарящо на капитан I ранг).

## Втора световна война
През август 1940 г. на Линдеман е поверено командването на линейния кораб „Бисмарк“. Екипажът изпитва голямо уважение към капитана, който от своя страна, показва силна привързаност към кораба. В битката при Датския пролив, „Бисмарк“ потопява линейния крайцер „Худ“ и нанася щети на „Принс оф Уелс“. На свой ред „Бисмарк“ е потопен след по-малко от седмица, с концентрираните усилия на британския Кралски военноморски флот.
Линдеман умира по време на последната битка на „Бисмарк“ с британски военни кораби. Смята се, че той, адмирал Гюнтер Лютиенс и други офицери са убити, когато снаряди от британските военни кораби уцелват мостика на „Бисмарк“. Когато режисьорът Джеймс Камерън отива с експедиция за проучване на останките на кораба за телевизионния филм „Експедиция: Бисмарк“, екипът му открива зеещи дупки от снаряди в мостика – факт, който е в подкрепа на теорията.
Много от членовете на екипажа обаче твърдят, че са видели Линдеман да стои на носа, в близост до кула „Антон“, където е бил с неговия сигналчик и очевидно се е опитвал да го убеди да се спасява. Когато корабът се е обърнал, за момент двамата са стояли на кила. Тогава Линдеман и сигналчика отдават чест и потъват с „Бисмарк“. Тялото на Линдеман не е открито. Награден е с двете степени на Железния кръст в Първата световна война и посмъртно с Рицарски кръст – през 1941 г., за потопяването на британския боен кораб „Худ“.

## Награди
- Железен кръст (1939 г.) 2-ра и 1-ва степен
- Рицарски кръст (27 декември 1941 г.) – посмъртно
- Споменат във „Вермахтберихт“ (ежедневния доклад на Върховното главнокомандване на Вермахта) на 28 май 1941 г.

| Дата                  | Оригинален текст на немски в ежедневния доклад на ОКВ | Превод на български |
| Сряда, 28 май 1941 г. | Wie schon gestern bekanntgegeben, wurde das Schlachtschiff „Bismarck“ nach seinem siegreichen Gefecht bei Island am 26. Mai abends durch den Torpedotreffer eines feindlichen Flugzeuges manovrierunfahig. Getreu dem letzten Funkspruch des Flottenchefs Admiral Lutjens ist das Schlachtschiff mit seinem Kommandanten Kaptitan zur See Lindemann und seiner tapferen Besatzung am 27. Mai vormittags der vielfachen feindlichen Ubermacht erlegen und mit wehender Flagge gesunken. | Както беше съобщено вчера, след славната си победа край Исландия, вечерта на 26 май линейният кораб „Бисмарк“ е уцелен от торпедо от вражески самолет и остава неуправляем. В съответствие с последната радиограма на главнокомандващия на флота адмирал Лютиенс, линейният кораб е победен от превъзхождащите сили на врага и потъва с развети флагове, заедно със своя командир, капитан I ранг Линдеман и смелия си екипаж, на 27 май предиобед. |